# DigComp
Cadrul european pentru competența digitală a cetățenilor (Digital Competence Framework for Citizens), cunoscut sub numele de DigComp, este setul de linii directoare definite de Comisia Europeană privind competențele digitale pe care cetățenii trebuie să le posede pentru a se bucura de o calitate bună a vieții, să participe la societatea democratică și să fie competitivi pe piața muncii. Competențele digitale sunt una dintre cele opt abilități de bază de învățare pe tot parcursul vieții.
În 2022, a fost publicată versiunea 2.2 A DigComp.

## Istorie
Elaborarea unui cadru de referință pentru învățare și competențe în era digitală a început în 2005, cu o serie de cercetări și publicații realizate de Centrul Comun de Cercetare (JRC) al Uniunii Europene inițial în numele Direcției Generale Educație și Cultură al Comisiei Europene (DG EAC) și apoi în numele Direcției Generale Ocuparea Forței de Muncă, Afaceri Sociale și Incluziune (DG EMP). Prima ediție a cadrului datează din 2013.
În 2016, a fost publicată ediția DigComp 2.0, actualizând terminologia și modelul conceptual și prezentând exemple de implementare la nivel european, național și regional.
Versiunea 2.1 a fost lansată în 2017 și prezintă extinderea cadrului de la trei la opt direcții, având și exemple de utilizare.
Ediția DigComp 2.2 este lansată în martie 2022 și include peste 250 de noi exemple de cunoștințe, abilități și atitudini și cu accent pe subiecte precum inteligența artificială și munca în mediu hibrid și munca la distanță. Ediția DigComp 2.2. are titlul oficial DigComp 2.2 – The digital competence framework for citizens with new examples of knowledge, skills and attitudes (DigComp 2.2 - Cadrul de competențe digitale pentru cetățeni cu noi exemple de cunoștințe, abilități și atitudini). Această nouă versiune ia în considerare în mod specific o serie de nevoi relevante apărute în anii 2010-2020:
- dezinformare, dezinformare, verificarea informațiilor
- lucru la distanță, lucru hibrid
- accesibilitate digitală
- durabilitatea mediului și corelarea cu tehnologiile digitale
- bunăstarea personală și siguranța în mediul digital
- inteligența artificială și alfabetizarea in domeniul datelor

## Descriere
DigComp definește competența digitală ca fiind utilizarea sigură, critică și responsabilă a tehnologiilor digitale pentru învățare, muncă și participare în societate; definiția competențelor digitale este utilizată pentru a defini politicile naționale de dezvoltare, pentru a crea instrumente de evaluare și certificare a acestora și pentru a desfășura cursuri și formare.
DigComp este împărțit în cinci dimensiuni: aria de competență care include Alfabetizare în domeniul informației și al datelor (dimensiunea 1 ) , comunicare și colaborare, creare de conținut digital, securitate și rezolvarea de probleme), abilități (dimensiunea 2), niveluri de stăpânire a cunoștințelor, atitudini și abilități aplicabile fiecărei competențe (dimensiunea 3), exemple de utilizare (dimensiunea 5).

### Domenii de competență
Domeniile de competență sunt categoriile tematice care definesc cadrul: sunt la rândul lor cinci și conțin în total 21 de competențe digitale care pot fi dobândite.
- Informații și alfabetizarea în domeniul datelor reprezintă capacitatea de a naviga cu ușurință pe Internet și de a achiziționa, gestiona, manipula și partaja date și informații.
- Comunicarea și colaborarea include capacitatea de a comunica cu ceilalți prin instrumente IT, de a coopera în implementarea proiectelor de lucru în comun.
- Crearea de conținut digital presupune abilitatea de a crea, modifica, integra și programa conținut multimedia prin diferite instrumente digitale și cunoașterea principiilor dreptului de autor.
- Securitatea indică cunoașterea bunelor practici de protecție personală, a propriilor date și informații partajate online, a sănătății fizice și mentale și a mediului înconjurător.
- Rezolvarea problemelor presupune dezvoltarea capacității de a găsi soluții complexe și eficiente la problemele cunoscute și detectabile prin analiza proceselor existente, chiar și într-un mod creativ.

| Domeniul de expertiza                              | Abilități                                                              |
| -------------------------------------------------- | ---------------------------------------------------------------------- |
| 1. Informații și alfabetizarea în domeniul datelor | 1.1 Navigați, căutați și filtrați date, informații și conținut digital |
|                                                    | 1.2 Evaluați datele, informațiile și conținutul digital                |
|                                                    | 1.3 Gestionați datele, informațiile și conținutul digital              |
| 2. Comunicare și colaborare                        | 2.1 Interacțiunea prin tehnologii digitale                             |
|                                                    | 2.2 Împărtășirea informațiilor prin tehnologii digitale                |
|                                                    | 2.3 Exercitarea cetățeniei prin tehnologii digitale                    |
|                                                    | 2.4 Colaborează prin tehnologii digitale                               |
|                                                    | 2.5 Netichetă                                                          |
|                                                    | 2.6 Gestionați identitatea digitală                                    |
| 3. Crearea de continut digital                     | 3.1 Dezvoltați conținut digital                                        |
|                                                    | 3.2 Integrarea și relucrarea conținutului digital                      |
|                                                    | 3.3 Drepturi de autor și licențe                                       |
|                                                    | 3.4 Programare                                                         |
| 4. Siguranță                                       | 4.1 Protejați dispozitivele                                            |
|                                                    | 4.2 Protejați datele personale și confidențialitatea                   |
|                                                    | 4.3 Protejați sănătatea și bunăstarea                                  |
|                                                    | 4.4 Protejați mediul înconjurător                                      |
| 5. Rezolva probleme                                | 5.1 Rezolvarea problemelor tehnice                                     |
|                                                    | 5.2 Identificați nevoile și răspunsurile tehnologice                   |
|                                                    | 5.3 Utilizați tehnologiile digitale în mod creativ                     |
|                                                    | 5.4 Identificați lacunele în competențe digitale                       |

### Niveluri de măiestrie
Pornind de la DigComp versiunea 2.1., abilitățile sunt structurate pe o scară de opt niveluri.
De bază, nivelurile 1 și 2 se referă la abilități simple care necesită ajutorul unor oameni mai experți și care au ca scop întărirea memoriei. Intermediar, nivelurile 3 și 4 indică abilități mai complexe pe care cursanții le abordează independent, prin sarcini bine definite și sistematice orientate spre înțelegere. Avansat, nivelurile 5 și 6 sunt diverse abilități orientate spre scenarii care le permit cursanților să ghideze utilizatorii mai puțin experimentați prin sarcini orientate spre aplicație și evaluare. Specializat, nivelurile 7 și 8 se referă la abilități de nivel foarte înalt care necesită o abordare multifuncțională prin sarcini orientate spre crearea de noi soluții la problemele existente.
| Straturi în DigComp 1.0 | Straturi în DigComp 2.1 | Complexitatea sarcinilor                                          | Autonomie                                                                           | Domeniul cognitiv |
| ----------------------- | ----------------------- | ----------------------------------------------------------------- | ----------------------------------------------------------------------------------- | ----------------- |
| De bază                 | 1                       | Sarcini simple                                                    | Cu ghid                                                                             | amintesc          |
| De bază                 | 2                       | Sarcini simple                                                    | Autonomie și îndrumare dacă este necesar                                            | amintesc          |
| Intermediar             | 3                       | Sarcini bine definite și sistematice, probleme dirijate           | În mod autonom                                                                      | Înțelegere        |
| Intermediar             | 4                       | Sarcini și probleme bine definite și nesistematice                | Independent și bazat pe nevoile mele                                                | Înțelegere        |
| Avansat                 | 5                       | Sarcini și probleme diferite                                      | Îndrumări pentru alții                                                              | Aplicație         |
| Avansat                 | 6                       | Sarcini mai potrivite                                             | Capacitate de adaptare la ceilalți într-un context complex                          | Evaluare          |
| Foarte specializat      | 7                       | Rezolvarea problemelor complexe cu soluții limitate               | Integrarea pentru a contribui la practica profesională și pentru a-i ghida pe alții | Creare            |
| Foarte specializat      | 8                       | Rezolvați probleme complexe cu mulți factori care interacționează | Propunerea de noi idei și procese în domeniul specific                              | Creare            |

La nivel european, cadrul a devenit un punct de referință pentru Comisia Europeană și statele membre atunci când planifică inițiativele de competențe digitale.